# Pihtla (Landgemeinde)
Pihtla (deutsch: Pichtendahl) ist eine ehemalige Landgemeinde im estnischen Kreis Saare auf der Insel Saaremaa mit einer Fläche von 228,11 km². Sie hatte 1486 Einwohner (2006). 2017 fusionierten alle Gemeinden auf Saaremaa zur neuen Landgemeinde Saaremaa.
Pihtla lag östlich der Inselhauptstadt Kuressaare. Der älteste Ort der Gemeinde, das Dorf Püha, wurde erstmals 1449 urkundlich erwähnt. Neben dem Hauptort Pihtla (94 Einwohner) umfasste die Landgemeinde die Dörfer Eiste, Ennu, Hämmelepa, Haeska, Iilaste, Ilpla, Kaali, Kailuka, Kangrusselja, Kiritu, Kõljala, Kõnnu, Kuusiku, Laheküla, Leina, Liiva, Liiva-Putla, Masa, Matsiranna, Metsaküla, Mustla, Nässuma, Püha, Rahniku, Räimaste, Rannaküla, Reeküla, Reo, Sagariste, Salavere, Sandla, Sauaru, Saue-Putla, Sepa, Sutu, Suure-Rootsi, Tõlluste, Väike-Rootsi, Väljaküla und Vanamõisa.
Auf dem Gebiet der Gemeinde befand sich der Meteoritenkrater von Kaali. Architektonische Sehenswürdigkeiten waren die Gutshäuser von Kõljala und Tõlluste sowie die Kirche von Püha.